# Morée
Morée – miejscowość i gmina we Francji, w Regionie Centralnym, w departamencie Loir-et-Cher.
Według danych na rok 1990 gminę zamieszkiwało 1061 osób, a gęstość zaludnienia wynosiła 41 osób/km² (wśród 1842 gmin Centre, Morée plasuje się na 369. miejscu pod względem liczby ludności, natomiast pod względem powierzchni na miejscu 463.).